# アルマンド・サディク
アルマンド・サディク（アルバニア語: Armando Sadiku、1991年5月27日 - ）は、アルバニア・ツァリク出身のサッカー選手。アルバニア代表。ポジションはFW。

## 経歴

### クラブ
地元クラブのFushë Mbretiというチームでプレーを始め、後にKFトゥルビナ・ツァリクに移籍しプロデビュー。
2009年夏に移籍したKSグラモツィ・エルセカでトップリーグデビューを果たすと8ゴールとブレイク。その活躍からKFエルバサニに移籍した。エルバサニでは非スポーツマン行為を働いたとしてアルバニアサッカー協会から処分された。このためスイス・チャレンジリーグに所属するFCロカルノへの移籍を決断し、エルバサニでのプレーは半年に終わった。
FCロカルノではエースとして活躍し、2012–13シーズンにはチャレンジリーグで得点王に輝いた。2013年11月、スーパーリーグのFCチューリッヒに移籍。チューリッヒでは負傷もあってポジションの確保に苦しんだ。2013–14シーズンにカップタイトルを獲得し、翌シーズンには半年で8ゴールをマークしたものの、残留争いに巻き込まれていたFCファドゥーツにレンタルに出された。ファドゥーツではスーパーリーグ残留に貢献し、セリエAやブンデスリーガのクラブからの関心も伝えられたが、チャレンジリーグに降格したチューリッヒへと帰還した。2017年1月、FCルガーノにレンタル移籍。2021年8月2日、セグンダ・ディビシオンのUDラス・パルマスにフリーで移籍し、1年契約で結んだ。

### 代表
2012年2月、ジャンニ・デ・ビアージ監督の招集を受けジョージア代表戦に出場。9月開催の2014 FIFAワールドカップ・ヨーロッパ予選・キプロス代表で初ゴール。
2015年10月のUEFA EURO 2016予選・アルメニア代表戦では59分から途中出場し76分に本戦出場に導く決勝ゴールを挙げた。
UEFA EURO 2016ではルーマニア代表戦でゴールを挙げ、1-0の勝利に貢献した。

## 代表歴
- U-19アルバニア代表
- U-21アルバニア代表
  - UEFA U-21欧州選手権2013予選
- アルバニア代表
  - 2014 FIFAワールドカップ・ヨーロッパ予選
  - UEFA EURO 2016
  - 2018 FIFAワールドカップ・ヨーロッパ予選

### ゴール
| No. | 開催日         | 開催地               | 対戦国         | 得点 | 結果 | 試合概要                    | Ref    |
| --- | -------------- | -------------------- | -------------- | ---- | ---- | --------------------------- | ------ |
| 1   | 2012年9月7日   | ティラナ             | キプロス       | 1–0  | 3–1  | 2014 FIFAワールドカップ予選 | [ 7 ]  |
| 2   | 2015年10月11日 | エレバン             | アルメニア     | 3–0  | 3–0  | UEFA EURO 2016予選          | [ 11 ] |
| 3   | 2016年3月29日  | ルクセンブルク市     | ルクセンブルク | 1–0  | 2–0  | 親善試合                    | [ 12 ] |
| 4   | 2016年5月29日  | ハルトベルク         | カタール       | 3–1  | 3–1  | 親善試合                    | [ 13 ] |
| 5   | 2016年6月3日   | ベルガモ             | ウクライナ     | 1–1  | 1–3  | 親善試合                    | [ 14 ] |
| 6   | 2016年6月19日  | リヨン               | ルーマニア     | 1–0  | 1–0  | UEFA EURO 2016              | [ 15 ] |
| 7   | 2016年9月5日   | シュコドラ           | 北マケドニア   | 1–0  | 2–1  | 2018 FIFAワールドカップ予選 |        |
| 8   | 2017年6月11日  | ハイファ             | イスラエル     | 1–0  | 3–0  | 2018 FIFAワールドカップ予選 |        |
| 9   | 2017年6月11日  | ハイファ             | イスラエル     | 2–0  | 3–0  | 2018 FIFAワールドカップ予選 |        |
| 10  | 2017年11月13日 | アンタルヤ           | トルコ         | 1–0  | 3–2  | 親善試合                    |        |
| 11  | 2017年11月13日 | アンタルヤ           | トルコ         | 2–0  | 3–2  | 親善試合                    |        |
| 12  | 2019年3月25日  | アンドラ・ラ・ベリャ | アンドラ       | 1–0  | 3–0  | UEFA EURO 2020予選          |        |

## タイトル

### クラブ
チューリッヒ
- スイス・カップ: 2013–14

ファドゥーツ
- リヒテンシュタイン・カップ: 2015–16